# カオティクス
『カオティクス』 (CHAOTIX) は、1995年4月21日に日本のセガから発売されたスーパー32X用横スクロールアクションゲーム。欧米では『Knuckles' Chaotix』として発売された。
同社の『ソニックシリーズ』のスピンオフ作品で、『ソニック・ザ・ヘッジホッグ3』（1994年）、『ソニック&ナックルズ』（1994年）に登場したキャラクターであるナックルズを主人公としている。主人公のナックルズを操作し、マスターエメラルド・ピラーの力によって発生した島で巨大要塞建設を企むドクターエッグマンの野望を阻止する事を目的としている。

## ゲーム内容
主人公のナックルズの他に6人のキャラクター達から1人を選びパートナーと共にステージを進む。パートナー同士は、お互いが持つリングから出る光の帯でつながっており、その帯を引っ張った反動で障害をクリアする。
リングの帯につながれている間、キャラ一人一人のジャンプ力やダッシュ力は従来より低めとなっている。
パートナーキャラをその場に固定する「ホールド」を用いて光の帯を引き伸ばすと、ホールドを解いたときに急加速が可能となる。また、パートナーキャラと重なった状態で「ホールド」を使うと、パートナーキャラを持ち上げることができ、任意の方向に投げつけることもできる。
なお、「ホールド」は一人プレイ時のみ使用可能であり、二人プレイ時はパートナーキャラを投げる動作のみ使用可能である。
また、リングを10消費してパートナーキャラをプレイヤーキャラの元に呼び寄せることができる。リングが1以上あれば使用できるが、0を下回ると回復し切るまでダメージに抵抗できなくなる。リングが0以下のときに敵からダメージを受けるとパートナーがいなくなり、一定時間たつまでパートナーは戻ってこない。パートナーがいないときにさらにダメージを受けるとミスとなり、ステージが中断されてエントランスに戻される。ただし、本作では残機の概念がなく、ゲームオーバーは無い。

## 設定

### ストーリー
『ソニック・ザ・ヘッジホッグ3』、『ソニック&ナックルズ』で起きた事件から数か月後、マスターエメラルド・ピラーの力によってとある島が海面に浮上した。そしてただの岩の塊だったその島は、ピラーの力によって急速に緑の楽園へと姿を変えていった。その事に気づいたナックルズはピラーの力を増幅させる何かがあると感じ、単身調査へと向かう。
しかし島を目指しているのはナックルズだけではなかった。ドクター・エッグマンはいち早く島に乗り込み、古代文字が彫られたリングや太古に使われていたスペシャルリングを発見し、この島が古代文明の一部である事を確信する。スペシャルリングによって行ける空間からはカオスエメラルドは消失していたが、ピラーのエネルギーが充満した結果「カオスリング」というエネルギー体が結晶化していた。エッグマンはエネルギーを自ら結晶化させることに成功し「ダークリング」と命名、島を「ニュートロジックハイゾーン」というリゾート地兼巨大要塞に改造し、着々と計画を進めてゆく。

### ステージ構成
ニュートロジックハイゾーン
各ステージはエントランスから入るようになっている。エントランスにはプレイヤーキャラのコンビキャラクターを選ぶ場所とルーレットでステージを選ぶ場所がある。
各ステージはクリア毎に都度エントランスに戻り、次に同じステージを訪れるときのレベルが上昇する。ただし終点にボスの居るレベル5をクリアすると、そのステージはルーレットで選択されなくなる。
ゲームが進むと時間帯が変化し、背景とエントランスの機能に一部変化が現れるようになる。
Botanic Base（ボタニックベース）
ジャングルの入り組んだ地形の中を進む、比較的基礎的な構造のステージ。
Speed Slider（スピードスライダー）
遊園地の建物の中と外を進むステージ。ループや坂道が多く配置され、スピードを体感しやすい構成。
Amazing Arena（アメイジングアリーナ）
迷路の内部を進むステージ。ステージ開始直後は画面が薄暗くなっており、ステージを通常の状態にするにはステージのどこかにあるスイッチを押さなければならない（スイッチのある場所は矢印で示される）。スイッチを押さずにゴールへたどり着くと「NO CLEAR」と表示され、クリアしたことにならない。
レベル5のボスだけでなく、レベル1～4にも中ボスが存在する。
Marina Madness（マリーナマッドネス）
海上に浮遊する飛行艇の上を進むステージ。途中、飛行艇の上にあるスイッチを押して飛行艇を動かすことで進むポイントがある。
Techno Tower（テクノタワー）
縦に入り組んだ塔のステージ。基本的に上に向かって進むことが多いステージで、スピードが出せる構成にもなっている。

### ボーナスステージ
リングを20枚集めると、ステージのどこかに大きなリングが現れる。触れる事でボーナスステージにチャレンジできる。アイテムボックスが浮遊する空間を落ちながらアイテムを回収するのが目的であり、制限時間は持っているリングの数で決まる。リングや得点アイテムの他にステージ・パートナーセレクトを簡単に出来たりするアイテムも存在する。
アクションステージに戻った際には終了時のリングがそのまま持ち越される。その為にミスを避けたり、スペシャルステージに行くためにリングを温存したい場合は自分からボーナスステージを終わらせるアイテムに触れる必要がある。

### スペシャルステージ
ステージクリア時に50枚リングを持っていると、ゴール地点にスペシャルリングが現れる。スペシャルリングに触れる事でプレイヤーが操作しているキャラ一人だけがスペシャルステージにチャレンジできる。3Dで描かれたコースを走りつつ、ブルースフィアを集めてカオスリングを手に入れることが目的。
ステージ内は完全な六角形のチューブとなっており、重力が全ての床に存在するためプレイヤーはどの壁でも走ることができる。ただし後半はチューブの外側を走ったり、ブロックをジャンプで乗り継いだりとジャンプする場所が多くなってくる。制限時間はゴール時に持っていたリングの枚数で決まり、徐々に手持ちのリングが減っていき、リングが0になる、もしくは穴に落ちた場合はスペシャルステージは終了となる。また、リングはスペシャルステージ中にも配置されており、これを取る事で制限時間を引き伸ばせる。6つ全てのカオスリングを集めることができれば真のエンディングを見ることができる。

## キャラクター
ここでは、本作におけるキャラクターの特徴を記述する。各キャラクターの詳細な設定などは、個別記事かソニックシリーズに登場するキャラクターの一覧の項を参照。
ナックルズ・ザ・エキドゥナ
本作の主人公。16歳。突如現れた不思議な島とピラーの異変を探るべく単身その島へと向かう。『ソニック&ナックルズ』と同様、滑空と壁登りが出来る。
エスピオ・ザ・カメレオン
17歳。私立探偵を営むカメレオン。伝説の文明に興味を持ち、エンジェルアイランドとの関係を調べるために島を訪れる。壁や天井に張り付き、そのまま自由に地形を歩ける。
ベクター・ザ・クロコダイル
16歳。常にヘッドホンをしているワニ。奇跡の島のニュースを聞いて島にやってきた。ジャンプ後に8方向に突進でき、ナックルズとほぼ同じ仕様の壁伝いが出来る。
チャーミー・ビー
年齢不明。欧米版の取扱説明書では16歳となっている。スプリンターを職業とするミツバチ。新しい花を求めて島に飛んでくる。自由に8方向へのダッシュとホバリングが可能で、ジャンプの概念を持たない。
マイティー・ザ・アルマジロ
16歳。各地を旅行することに生きがいを感じているアルマジロ。旅の途中で島を訪れ、騒動に巻き込まれる。壁に張りついて三角飛びが出来る。
ヘビーエッグロボ
エッグマンが作ったメカの一つ。Eシリーズロボットではあるが、パートナーキャラ専用としてナックルズ達と協力してステージを攻略できる。ダメージをほとんど受け付けない頑丈なボディを持つが、単独でステージを進むのは困難なほどに移動能力が低い。
ボムモトラバグ2.0
ヘビーと同様パートナーキャラ専用のテントウムシ型Eシリーズ爆弾ロボット。ヘビーとは逆に機敏な動きが出来るが、ダメージを受けると一定時間赤くなり、その間にプレイヤーが触れると爆発してプレイヤーにも危害を加える。
ドクター・エッグマン
世界征服を企む悪の天才科学者。今作では謎の島をリゾート地を装った要塞「ニュートロジックハイゾーン」を築き上げ、人造リング「ダークリング」を作り上げナックルズ達を待ち受ける。
メタルソニック
『ソニック・ザ・ヘッジホッグCD』でソニックによって破壊されたメタルソニックの残骸からCPUを回収し、予備の機体に搭載されて復活した。今作ではエントランスにある機械と合体して攻撃してくるほか、ダークリングの力により大きな赤い「メタルソニック改」としても登場する。
ソニック・ザ・ヘッジホッグ
エンディングでテイルスとともに登場する。
マイルス "テイルス" パウアー
エンディングでソニックとともに登場する。
エミー・ローズ
オプションのカラーテストで隠しコマンドを入力するとサウンドテストで登場する。
＊＊＊＊＊＊＊＊＊＊
ステージセレクトでのみ操作できるキャラクター。本来はテイルスになる予定だったキャラクター。ナックルズのスプライトがバグったような見た目をしており、このキャラクターでプレイするとゲームがクラッシュする可能性がある。また、このキャラクターは海外では「wechnia（ウェクニア）」と呼ばれている。

## 開発

### スタッフィング
開発はソニックチームが行い、ディレクターはスーパー32X用ソフト『メタルヘッド』（1995年）を手掛けた小林正英およびメガドライブ用ソフト『コラムスIII 対決! コラムスワールド』（1993年）を手掛けた中村篤彦、メガドライブ用ソフト『ザ・スーパー忍II』（1993年）を手掛けたなかざわなおひさが担当、音楽はメガドライブ用ソフト『ハイブリッド・フロント』（1994年）を手掛けた白津順子およびセガサターン用ソフト『セガ インターナショナル ビクトリーゴール』（1995年）を手掛けた南波真理子が担当している。

### キャラクター設定
『カオティクス』は複数のキャラクターが初登場した作品だが、エスピオを除いて細かい設定がなされているキャラは他の場所からの転用である。ベクターは『ソニック・ザ・ヘッジホッグ』に登場予定だった『ソニックバンド』というバンドの一人で、チャーミーはソニックの漫画のキャラクターからの名前の転用である。また、マイティーはもとはソニックとともに主人公候補だったキャラクターで、本作以前にアーケードの『セガソニック・ザ・ヘッジホッグ』で登場していた。マイティー以外の3人は『ソニックヒーローズ』に再登場するが、設定が一新されている。

### SONIC CRACKERS
プロトタイプの時点では『SONIC CRACKERS』という題名がついており、主役もナックルズではなく、ソニックとテイルスだった。
『SONIC CRACKERS』のゲーム内容は二つに分かれており、『カオティクス』とほぼ同システムの横スクロール面と、『ソニック3Dブラスト』のような見下ろし型視点のステージの二つである。しかし、ゲームそのものが未完成であるため、横スクロール面、見下ろし面ともに二つしかステージが用意されていない上、見下ろし面はオブジェクトが一切配置されておらず、当たり判定も存在しない。ステージセレクトでは「WORLD」として区切られた一つのエリアに「ATTRACTION」というステージが1から5まであり、通常のソニックでの「ゾーン」と「アクト」と同じ区切り方をしている。「WORLD」は全部で7つあるが、その全てに5つの「ATTRACTION」があるほか、見下ろし型ステージの「FIELD」も各「WORLD」に一つずつ存在する。また、「PREMIUM」というステージが2つと「SPECIAL」というステージが一つ存在する。
横スクロール面のシステムの『カオティクス』との主な違いは、ジャンプボタンがホールドボタンも兼用しており、1ボタンでプレイできるようになっていて、なおかつホールド時の操作が軽いことである。
なお、『SONIC CRACKERS』はのちにデータが流出している。当初は虚偽の可能性も疑われたが、のちに事実と判定した。

## スタッフ
- エグゼクティブ・プロデューサー：重田守
- プロデューサー：麻生宏、押谷眞、マイク・ラーセン
- ディレクター：小林正英、中村篤彦、なかざわなおひさ
- チーム・リーダー：福津浩（ゲスト）
- アシスタント・プロデューサー：ビル・パーソン
- ゲーム・デザイナー：福津浩（ゲスト）、三浦桂介、小野健一
- マップ・デザイン：福津浩（ゲスト）、三浦桂介、小野健一、あんぼうひでき、西村真人、むらかみかつのり
- テキスト・コーディネーター：長谷川亮一
- プロダクト・マネージャー：アミ・マツムラ・ブレアー
- チーフ・グラフィック・デザイナー：三宅拓巳
- アトラクション・デザイナー：三宅拓巳、石渡爾奈、赤岩整、内田真澄、原田正道、綿貫透、やまぐちあきら、和田さおり、なかつがわつとむ
- オリジナル・キャラクター・コンセプト：大島直人、湯田高志、楠木学、星野一幸、三宅拓巳、ソエジマヤスフミ
- キャラクター・デザイナー：工藤稜、三宅拓巳、石渡爾奈、星野一幸、ソエジマヤスフミ
- エネミー・デザイナー：三宅拓巳、工藤稜、星野一幸
- ボス・デザイナー：工藤稜、三宅拓巳
- チーフ・プログラマー：岡本浩、矢島利明
- 68Xプログラマー：矢島利明
- SH2プログラマー：山尻立男
- スクロール・プログラマー：河合健治
- オブジェクト・プログラマー：吉田周弘、たかはししゅうじ
- ボス・プログラマー：岡本浩
- マップ・ツール・プログラマー：花島新
- サウンド・ディレクション：幸崎達哉
- サウンド・プログラマー：宮澤敦務
- 音楽：白津順子、南波真理子
- 効果音：白津順子

## 評価
- ゲーム誌『ファミコン通信』の「クロスレビュー」では、6・6・7・6の合計25点（満40点）、『メガドライブFAN』の読者投票による「ゲーム通信簿」での評価は以下の通りとなっており、20.4点（満30点）となっている。

| 項目 | キャラクタ | 音楽 | お買得度 | 操作性 | 熱中度 | オリジナリティ | 総合 |
| 得点 | 4.1        | 3.4  | 3.1      | 2.9    | 3.4    | 3.6            | 20.4 |
- ゲーム本『メガドライブ大全』（2004年、太田出版）では、見た目が『ソニック・ザ・ヘッジホッグ』に似ているが中身は別物であると指摘した上で、操作に慣れるための練習ステージが親切であるとし、『ソニック』の単純明快なアクションに馴染んだプレイヤーにも馴染み易くなると肯定的に評価した。